# 道教义枢
《道教义枢》，中國唐代論述道教教义的著作，10卷，作者孟安排，約於700年左右成書，受隋代道教著作《玄门大义》啟發而成。
《道教義樞》可說是為了回應佛教對道教的批評而寫，書中大量借用佛教的名詞術語，如「三乘」、「三寶」、「法身」等。